# 溫徹斯特M54步槍
溫徹斯特M54步槍（英語：Winchester Model 54）是一款由美国槍械製造商溫徹斯特連發武器公司所生產的手動槍機操作式步枪，亦是溫徹斯特首款成功而且生產運行的民用型中央式底火槍栓式槍機的武器。

## 概述
採用了毛瑟M98式槍機的M54是在1919年以手工製造手法限量生產的M51“帝國型”的廉價化衍生型。M54從1925年生產到1936年，經過一些修改以後，以更著名的溫徹斯特M70步槍的名稱重新推出。M54裝有相對較重的兩道火扳機扣力，在M70當中得到了極大的改進。
標準口徑包括.22黃蜂彈、.220迅速彈、.250-3000薩維奇、.257羅伯茨、.270溫徹斯特彈、.30-30溫徹斯特彈、.30-06春田步槍彈，7×57毫米毛瑟彈，7.65×53毫米阿根廷彈和9×57毫米毛瑟彈。此外還有生產.25-35溫徹斯特彈、.32溫徹斯特特殊彈和.35惠倫彈等特殊口徑的訂單。
在望遠式瞄準鏡變得普及之前推出，它可使用的是開放式或覘孔式瞄具，而且槍栓拋擲使得裝上瞄準鏡的事變得困難。

## 資料來源
1. ↑  .   [2019-05-22]. （原始内容存档于2008-02-28）.
2. ↑  .   [2019-05-22]. （原始内容存档于2017-10-02）.
3. 1 2  .   [2019-05-22]. （原始内容存档于2021-12-28）.
4. ↑  .   [2019-05-22]. （原始内容存档于2020-02-17）.

## 外部連結
- （英文）—Exploded view （页面存档备份，存于）